# Campeonato Uruguayo de Primera División 1950
El Campeonato Uruguayo 1950 fue el 46° torneo de Primera División del fútbol uruguayo, correspondiente al año 1950.
El torneo consistió en un campeonato a dos ruedas todos contra todos, coronando campeón al equipo que logrará más puntos, mientras que el peor equipo descendería a la Segunda División.
El torneo consagró al Club Nacional de Football como campeón uruguayo, bajo el mando técnico de Enrique Fernández Viola.
En la parte baja de la tabla el Montevideo Wanderers y Bella Vista ocuparon las últimas posiciones. Este último debió descender a la Segunda División por sorteo, luego de empatar en una serie de desempate de tres partidos.

## Participantes

### Ascensos y descensos
| Equipo      | Ascendido como                      |
| ----------- | ----------------------------------- |
| Bella Vista | Campeón de la Segunda División 1949 |

| Equipo   | Descendido como           |
| -------- | ------------------------- |
| Defensor | 10° Primera División 1949 |

## Campeonato

### Tabla de posiciones
| Pos. | Equipo               | PJ | PG | PE | PP | GF | GC | Dif. | Pts. |
| ---- | -------------------- | -- | -- | -- | -- | -- | -- | ---- | ---- |
| 1º   | Nacional             | 18 | 14 | 2  | 2  | 52 | 18 | +34  | 30   |
| 2º   | Peñarol              | 18 | 12 | 4  | 2  | 39 | 21 | +18  | 28   |
| 3º   | Rampla Juniors       | 18 | 10 | 2  | 6  | 35 | 26 | +9   | 22   |
| 4º   | Central              | 18 | 8  | 5  | 5  | 37 | 28 | +9   | 21   |
| 5º   | Cerro                | 18 | 9  | 0  | 9  | 37 | 38 | -1   | 18   |
| 6º   | Danubio              | 18 | 5  | 5  | 8  | 25 | 33 | -8   | 15   |
| 7º   | Liverpool            | 18 | 6  | 3  | 9  | 28 | 41 | -13  | 15   |
| 8º   | River Plate          | 18 | 4  | 5  | 9  | 24 | 36 | -12  | 13   |
| 9º   | Montevideo Wanderers | 18 | 2  | 5  | 11 | 25 | 40 | -15  | 9    |
| 10º  | Bella Vista          | 18 | 3  | 3  | 12 | 20 | 41 | -21  | 9    |

|  | Campeón Uruguayo.             |
|  | Desciende a Segunda División. |

|                                             |
| Uruguay                                     |
| Campeón Uruguayo 1950 Nacional 21.er título |

### Desempate por la permanencia
|  | Bella Vista | 2:1     | Montevideo Wanderers |  |  |
|  |             | Reporte |                      |  |  |

|  | Montevideo Wanderers | 1:0     | Bella Vista |  |  |
|  |                      | Reporte |             |  |  |

|  | Montevideo Wanderers | 2:2     | Bella Vista |  |  |
|  |                      | Reporte |             |  |  |

Wanderers y Bella Vista jugaron tres partidos para dirimir la paridad y el perdedor descendería a la Primera "B": tras ganar Bella Vista 2-1 el primer partido y Wanderers 1-0 la revancha, el tercer cotejo culminó con empate a dos goles; por esos tiempos no se utilizaba la definición por penales por lo que se recurrió a un sorteo, que ganó Wanderers, y de esa manera evitó el descenso.

### Fixture
| Nacional    | 4-2 | Montevideo Wanderers |
| River Plate | 3-2 | Danubio              |
| Cerro       | 2-1 | Central              |
| Bella Vista | 3-1 | Liverpool            |
| Peñarol     | 2-1 | Rampla Juniors       |

| Peñarol              | 2-1 | Central     |
| Nacional             | 4-2 | Cerro       |
| Rampla Juniors       | 2-0 | Bella Vista |
| Montevideo Wanderers | 1-1 | River Plate |
| Danubio              | 1-1 | Liverpool   |

| Nacional       | 3-2 | Danubio              |
| Rampla Juniors | 4-0 | Montevideo Wanderers |
| Cerro          | 3-2 | Bella Vista          |
| Peñarol        | 2-0 | River Plate          |
| Central        | 3-1 | Liverpool            |

| Peñarol        | 4-2 | Liverpool            |
| Nacional       | 3-0 | Bella Vista          |
| Rampla Juniors | 2-0 | River Plate          |
| Central        | 1-0 | Montevideo Wanderers |
| Cerro          | 2-1 | Danubio              |

| Nacional       | 3-0 | River Plate          |
| Peñarol        | 0-0 | Danubio              |
| Rampla Juniors | 3-1 | Cerro                |
| Central        | 3-1 | Bella Vista          |
| Liverpool      | 3-0 | Montevideo Wanderers |

| Peñarol  | 2-2 | Bella Vista          |
| Cerro    | 3-2 | River Plate          |
| Nacional | 4-0 | Liverpool            |
| Central  | 1-0 | Rampla Juniors       |
| Danubio  | 2-1 | Montevideo Wanderers |

| Nacional  | 3-1 | Rampla Juniors       |
| Peñarol   | 1-1 | Montevideo Wanderers |
| Danubio   | 2-1 | Bella Vista          |
| Central   | 1-1 | River Plate          |
| Liverpool | 4-1 | Cerro                |

| Peñarol        | 2-0 | Nacional             |
| River Plate    | 3-1 | Bella Vista          |
| Rampla Juniors | 2-1 | Liverpool            |
| Danubio        | 2-2 | Central              |
| Cerro          | 5-2 | Montevideo Wanderers |

| Peñarol              | 2-0 | Cerro       |
| Nacional             | 3-3 | Central     |
| Liverpool            | 1-0 | River Plate |
| Montevideo Wanderers | 5-1 | Bella Vista |
| Rampla Juniors       | 2-2 | Danubio     |

| Nacional  | 1-0 | Montevideo Wanderers |
| Danubio   | 1-0 | River Plate          |
| Cerro     | 2-1 | Central              |
| Liverpool | 3-2 | Bella Vista          |
| Peñarol   | 3-1 | Rampla Juniors       |

| Peñarol              | 2-1 | Central     |
| Nacional             | 3-2 | Cerro       |
| Rampla Juniors       | 3-1 | Bella Vista |
| Montevideo Wanderers | 2-2 | River Plate |
| Liverpool            | 1-0 | Danubio     |

| Danubio        | 1-0 | Nacional             |
| Rampla Juniors | 3-2 | Montevideo Wanderers |
| Bella Vista    | 1-0 | Cerro                |
| River Plate    | 3-1 | Peñarol              |
| Central        | 4-3 | Liverpool            |

| Peñarol        | 2-0 | Liverpool            |
| Nacional       | 3-0 | Bella Vista          |
| Rampla Juniors | 3-3 | River Plate          |
| Central        | 4-1 | Montevideo Wanderers |
| Cerro          | 3-1 | Danubio              |

| Nacional       | 4-0 | River Plate          |
| Peñarol        | 4-1 | Danubio              |
| Rampla Juniors | 2-1 | Cerro                |
| Central        | 2-2 | Bella Vista          |
| Liverpool      | 2-2 | Montevideo Wanderers |

| Peñarol        | 1-0 | Bella Vista          |
| Cerro          | 3-0 | River Plate          |
| Nacional       | 7-1 | Liverpool            |
| Rampla Juniors | 1-0 | Central              |
| Danubio        | 2-0 | Montevideo Wanderers |

| Nacional | 3-0 | Rampla Juniors       |
| Peñarol  | 3-3 | Montevideo Wanderers |
| Danubio  | 2-2 | Bella Vista          |
| Central  | 4-1 | River Plate          |
| Cerro    | 4-0 | Liverpool            |

| Nacional             | 2-0 | Peñarol        |
| River Plate          | 3-0 | Bella Vista    |
| Liverpool            | 2-0 | Rampla Juniors |
| Central              | 3-2 | Danubio        |
| Montevideo Wanderers | 3-0 | Cerro          |

| Peñarol        | 6-3 | Cerro                |
| Nacional       | 2-2 | Central              |
| Liverpool      | 2-2 | River Plate          |
| Bella Vista    | 1-0 | Montevideo Wanderers |
| Rampla Juniors | 5-1 | Danubio              |